# Ormenio
Ormenio (grec: Ορμένιο, Ormenio en búlgar Черномен, Txernomen, en turc Çirmen, pronunciat Txirmen) és el lloc més septentrional de tota Grècia. Forma part de la unitat municipal de Trígono, a la unitat perifèrica d'Hebros, perifèria de Macedònia Oriental i Tràcia.
Està ubicat prop de la riba dreta del riu Maritsa (Hebros en grec), que delimita aquí la frontera amb Bulgària. A l'altra banda de l'Evros, 6 km al nord, es troba la ciutat búlgara de Svilengrad. La carretera europea E85 travessa la ciutat.

## Població
| Anyr | Població |
| ---- | -------- |
| 1871 | 990      |
| 1981 | 846      |
| 1991 | 967      |
| 2001 | 807      |

## Història
Fou l'antiga Burdipta dels odrisis, i la romana d'Orient Tζερνομιάνον; els serbis l'anomenaven Crünomeni. Al segle xiii va esdevenir una important fortalesa reforçada el segle xiv. Els otomans hi van obtenir una notable victòria sobre els serbis del sud dirigits per Vukasin i per Ugljesa en la batalla del riu Maritsa. Llavors fou una fortalesa estratègica dels otomans i seu d'un sandjak de l'eyalat de Rumèlia, però progressivament, amb l'eixamplament de les seves conquestes, va perdre importància i Ewliya Celebi ja la considera una fortalesa de l'interior (sense guarnició ni equipament) i en estat d'abandonament. Fins al segle xix va restar com a centre del sandjak però llavors fou rebaixada a nahiye (subdistricte) del kaza (districte) de Mustafa Pasha Köprüsü, dins el sandjak d'Edirne i del wilayat d'Edirne.